# آلودگی دارویی
آلودگی دارویی (انگلیسی: Drug pollution) آلودگی محیط با داروها یا ترکیبات دارویی و متابولیت‌های آن‌ها است که از راه فاضلاب به محیط آبی (آب‌های زیرزمینی، رودخانه‌ها، دریاچه‌ها و اقیانوس‌ها) می‌رسند. بنابراین آلودگی دارو عمدتاً نوعی آلودگی آب است.
علت‌های اصلی آلودگی آب با ترکیبات شیمیایی و دارویی شامل زیرساخت‌های فرسوده، سرریز فاضلاب و رواناب‌های کشاورزی است. افزون بر این هنگامی که فاضلاب به تاسیسات تصفیه فاضلاب راه پیدا می‌کند، بسیاری از آن‌ها هیچ برنامه‌ای برای حذف و زدودن مواد شیمیایی دارویی و داروها ندارند.